# François-René Duchâble
François-René Duchâble (Parigi, 22 aprile 1952) è un pianista francese.
Dopo aver vinto numerosi concorsi (nel 1965 primo premio al CNSM di Parigi dove studiava; nel 1968 classificato 11º al concorso Regina Elisabetta del Belgio) iniziò la propria carriera concertistica, incoraggiato anche da Arthur Rubinstein, effettuando tournée in tutto il mondo e suonando nelle sale più prestigiose. È stato grande interprete di Fryderyk Chopin e di Liszt, e negli anni novanta si è dedicato soprattutto a Beethoven, Brahms e Schumann. Nel 2003 ha deciso di non suonare più, in polemica con l'ambiente classico. Ha concluso la propria carriera in modo spettacolare, sganciando da un elicottero il suo pianoforte sul lago di Colmiane, vicino a Nizza.

## Discografia
- 1981 - Grand Prix de l'Académie Charles Cross per gli studi di Chopin
- 1986 - Grand Prix de l'Académie du Disque Francais per l'opera di Poulenc
- Il Grand Prix de l'Académie Charles Cross et RTL D'OR per le trascrizioni di Liszt